# 김해삼문고등학교
김해삼문고등학교(金海三文高等學校)는 대한민국 경상남도 김해시 삼문동에 있는 공립 고등학교이다.

## 학교 연혁
- 2001년 10월 26일 : 김해삼문고등학교 10학급 설립 인가
- 2004년 1월 8일 : 김해삼문고등학교 신설조례 공포
- 2004년 2월 16일 : 본관(5층) 신축건물 준공
- 2004년 3월 1일 : 초대 최정대 교장 취임
- 2004년 3월 5일 : 제1회 입학식 (10학급 317명)
- 2007년 2월 15일 : 제1회 졸업식 (9학급 281명)
- 2022년 3월 1일 : 제10대 서행련 교장 취임
- 2023년 1월 4일 : 제17회 졸업식(11학급 졸업생 347명) (졸업생 누계 6,128명)
- 2023년 3월 2일 : 제20회 입학식(14학급 394명)

## 참고 자료
- 김해삼문고등학교 - 한국교육학술정보원 학교알리미